# Va Kwak en moe Boemel
Va Kwak en moe Boemel is het 143ste stripverhaal van Jommeke. De reeks wordt getekend door striptekenaar Jef Nys.

## Verhaal
Kwak en Boemel trekken met een kinderwagen rond in Zonnedorp terwijl ze in de vuilnisbakken snuisteren. Plots stopt er een auto en dropt een doos in hun kinderwagen die bestemd was om hun vondsten te vervoeren. Niet te geloven ! In de doos spartelt een baby. Kwak en Boemel beslissen dat ze de pleegouders worden van het schattige kindje. Vader Kwak en Moeder Boemel. De wonderen zijn de wereld nog niet uit, maar de problemen ook niet... Want wanneer blijkt dat de schattige baby eigenlijk een kroonprins is, worden de kersverse pleegouders achtervolgd door ongure figuren die de baby willen ontvoeren. Kwak en Boemel zullen hun spruit met hand en tand proberen te verdedigen.
Uiteindelijk wordt de baby dan toch ontvoerd. Jommeke en zijn vrienden schieten in actie en kunnen op de luchthaven nog net verhinderen dat de twee ongure figuren kunnen vertrekken met het vliegtuig . De boeven worden opgepakt.
Tot slot krijgen Jommeke en zijn vrienden de grote onderscheiding, Grootridder van de vrede. Ook de baby kan terug bezorgd worden aan de ouders.

## Achtergronden bij het verhaal
- Dit stripalbum verscheen eerst zonder nummer op de cover. Vanaf album 156 wordt op de achterflap van alle albums dit stripalbum als nummer 143 afgedrukt.
- Eerder werd zowel de hertekende en ingekleurde versie van De jacht op een voetbal als nummer 143 afgedrukt. Het album Va Kwak en Moe Boemel verscheen pas in het jaar 1990. Door de aanpassing van de nummering komt dit stripalbum in de lijst tussen de albums van 1987 te staan.